# Камера! Завеса!
„Камера! Завеса!“ е български 6-сериен телевизионен игрален филм (ситуационна комедия) от 2002-2003 години на режисьорите Християн Ночев, Петър Одажиев, Ангел Тошев, Влади Краев и Николай Босилков,  по сценарий на Симон Еди Шварц. Оператори на филма са Антон Бакарски, Георги Богданов,  Емил Пенев, Ярослав Ячев и Мартин Димитров. Музиката е на Стефан Вълдобрев. Художник е Борис Нешев.

## Сюжет
Сюжетитe са от ежедневието на съвременно модерно семейство, което попада в спиралата на безкрая или просто в "приказното безвремие". Там стари и нови, реални и виртуални герои се срещат в историята със своите уж нови, различни и епични проблеми, които разкриват, че нищо съществено не се е променило "откакто свят светува" - имената и средствата се сменят, проблемите остават, защото хората се развиват технически, но не и морално.

## Серии
- 1. серия: „Снима се сапунена опера!“ – 27 минути

Частната компания "Стал продъкшан" набира актьори и технически персонал за снимките на колумбийски сапунен сериал. В студиото случайно се срещат художник-гримьорката Лалка и бившата актьорска знаменитост Звездев, някогашни интимни познати. Двамата са наети. Останалата част от актьорския екип са Мариана - близка на Лалка и приятелят й Ники. Като асистент е назначен предприемчивият млад режисьор Константин-Косьо. След редица комични уточнения, свързани с незнанието на езика и неяснота в изискванията към образите, снимките започват. Те са прекъснати от нахлуването на полицаи. Органите на властта са извикани от Косьо, който става неволен свидетел на размяната на пратка дрога между колумбийския продуцент Раул и българските мутри Гибона и Готиния. 
- 2. серия: „Месари-продуценти!“ – 27 минути

След полицейската акция снимките са прекъснати. Екипът няма работа. Косьо търси начин да продължи сериала. За целта намира спонсор - месарите братя Ножарови. Те искат в сериала да се включи интегрирана реклама на тяхната продукция, от което филмът се превръща в абсолютен фарс. Косьо е недоволен и братя Ножареви наемат свой сценарист. В края на снимките в студиото нахлуват Гибона и Готиния, които си търсят конфискуваната от полицията стока. За да им се реваншира за загубата, Косьо предлага на Готиния да стане продуцент на продукцията. Братя Ножарови уплашени се оттеглят. Снимките започват отначало, но в просташко мутренски вариант. Готиния изпада в творческа криза, а Косьо го измъква от нея с препоръката сериалът да участва във фестивала "Златната рибка" под заглавието "Последният екшън-месар". Филмът печели Голямата награда. Екипът ликува. 
- 3. серия: „Оженихме Фигаро“ – 27 минути

"Стал продъкшан" наема известния оперен режисьор Базилио Иванов за новата си продукция "Сватбата на Фигаро". Иванов има невероятни идеи за интерпретация на операта, които се сблъскват с грубата действителност. Асистентът Косьо попарва мечтите на Базилио и му предлага единствения изход - да наеме вече утвърдения екип, който да изпълни ролите на плейбек. Започват снимките. Едновременно със заплетената любовна история в "Сватбата на Фигаро" се разиграва също толкова оплетена интрига и във взаимоотношенията на екипа. Въпреки противопоставянето на Лалка, Звездев натрапчиво ухажва Мариана, което събужда ревността на Ники. Базилио галантно иска с Лалка. В крайна сметка Звездев, Мариана, Лалка и Базилио се срещат в беседката на сцената. Режисьорът неволно разкрива цялата история - Звездев е баща на Мариана, а Лалка е нейна майка.
- 4. серия: „Мъжка професия“ – 27 минути

В продуцентска къща "Стайл продакшън" се получава факс, който уведомява за пристигането на американски режисьор, желаещ да снима в България. Настъпва трескава суматоха, разпределят се роли, мечтае се за големи суми пари. Режисьорът Браун пристига и започват снимките, изпълнени с комични ситуации, заради неразбирането на езика. Накрая всичко завършва с пълен провал и изгубени надежди: Браун се окзава най-обикновен мошеник, който се възползва от наивността на трупата и за малко да им свие камерата. Добре, че полицията се намесва навреме.. 
- 5. серия: „Отново в бизнеса“ – 27 минути

Шефът на студиото "Стайл продакшън" носи на колектива добра вест: имат поръчка за заснемането на две реклами. Всички доволно потриват ръце. Но какво се оказва: едната реклама ще се плати, само ако се хареса на поръчителите, а другата е обещана безплатно на бай Михал, собственик на магазин за фаянс, който като обезщетение е оборудвал студиото с джакузи и душ-кабина. За да заснемат рекламите, вземат пари назаем. Започват снимките с характерните за работата на колектива абсурдни ситуации. Аня Пенчева се снима в реклама за сапун, а Тодор Колев рекламира банята. За сапуна правят две реклами: в едната Аня е полугола, а другата е с мотиви от индийската митология. Рекламодателите харесват повече индийския варианти. За радост на всички, поръчват още реклами. 
- 6. серия: „Лудницата е пълна“ – 27 минути

В "Стайл продакшън" получават съобщение за избягал опасен луд от психиатричната болница, която е в съседство със студиото. Текат снимки на епизод от "Лека нощ, деца" - Червената шапчица. Никой не подозира, че представилият се за режисьор от БНТ е всъщност въпросният луд. Той бързо влиза в ролята си и прави съвсем нова трактовка на приказката. В търсене на лудия, от клиниката затварят двама актьори, облечени като Червената шапчица и Ловеца, а също така и истинския режисьор. От студиото безуспешно търсят колегите си и ги обявяват за издирване в полицията. През това време им намират заместници от обслужващия персонал. Водопроводчик-пияница става Ловеца, а кафеджийката - Червената шапчица. Лудницата е пълна, когато лудият режисьор обявява, че държи да играе ролята на бабата. Когато криво-ляво успяват за заснемат епизода, от БНТ им пращат съобщение, че нямат нужда от Червената шапчица, а от Снежанка и седемте джуджета... .

## Състав

### Актьорски състав
| Роля                                                                   | Изпълнител           |
| ---------------------------------------------------------------------- | -------------------- |
| звездата Звезделин Карабаджаков / граф Алмавива в 3 серии (I, II, III) | Васил Михайлов       |
| Лалка Ганчева, гардеробиерката в 3 серии (I, II, III)                  | Анета Сотирова       |
| асистента Константин Дживджанов „Косьо“ в 3 серии (I, II, III)         | Камен Донев          |
| Камелия в 6 серии (I, II, III, IV, V, VI)                              | Магдалена Митева     |
| Мариана / Сузана в 3 серии (I, II, III)                                | Лили Лазарова        |
| Николай в 3 серии (I, II, III)                                         | Галин Стоев          |
| бай Атанас в 3 серии (I, II, III)                                      | Васил Бъчваров       |
| сеньор Санчес в 1 серия (I-ва)                                         | Крикор Азарян        |
| Раул в 1 серия (I-ва)                                                  | Магърдич Халваджиян  |
| сеньора Перез в 1 серия (I-ва)                                         | Александра Гюзелева  |
| Попов - „Готиния“ в 2 серии (I-ва и II-ра)                             | Христо Шопов         |
| Гибона в 2 серии (I-ва и II-ра)                                        | Стефан Щерев         |
| журналистката Жечка Димитрова в 2 серии (I-ва и II-ра)                 | Николина Димитрова   |
| инспектора в 1 серия (I-ва)                                            | Симон Еди Шварц      |
| полицая в 1 серия (I-ва)                                               | Георги Райков        |
| месаря Данчо Ножарев в 2 серии (II, VI)                                | Константин Икономов  |
| месаря Ганчо Ножарев в 2 серии (II, VI)                                | Красимир Господинов  |
| певеца в 1 серия (II-ра)                                               | Дони                 |
| сценариста в 1 серия (II-ра)                                           | Николай Канев        |
| оперния режисьор Базилио Иванов в 1 серия (III-та)                     | Павел Герджиков      |
| Никола Рударов-Руди, режисьора в 3 серии (IV, V, VI)                   | Никола Рударов       |
| Аня Пенчева / червената шапчица в 3 серии (IV, V, VI)                  | Аня Пенчева          |
| Тодор Колев / вълкът 3 серии (IV, V, VI)                               | Тодор Колев          |
| Христо Гърбов, българския Робърт де Ниро / ловец в 3 серии (IV, V, VI) | Христо Гърбов        |
| гримьорката Кичка в 3 серии (IV, V, VI)                                | Маргарита Карамитева |
| Васил, актьора-жена в 1 серия (IV-та)                                  | Васил Василев-Зуека  |
| режисьорът г-н Браун / Петко Тютюнков-„Лисицата“ в 1 серия (IV-та)     | Петко Дренков        |
| Емо, оператора / ловец в 2 серии (IV, V, VI)                           | Емил Розов           |
| Детелин, втори оператор / бабата в 2 серии (IV, VI)                    | Детелин Кандев       |
| Стефан, звукорежисьора в 2 серии (IV, V)                               | Стефан Митов         |
| Румен, полицая в 1 серия (IV-та)                                       | Румен Иванов-Роко    |
| в 1 серия (V)                                                          | Николай Беров        |
| в 1 серия (V)                                                          | Мирослав Николов     |
| Николай Сотиров в 1 серия (V)                                          | Николай Сотиров      |
| Карайоргос в 1 серия (V)                                               | Антон Карастоянов    |
| преводачката на Карайоргос в 2 серии (V, VI)                           | Диана Герова         |
| мениджърката Цецка в 1 серия (V)                                       | Катя Чукова          |
| доктора от психодиспансера в 1 серия (VI)                              | Валентин Танев       |
| режисьора от телевизията на Сънчо в 1 серия (VI)                       | Николай Урумов       |
| в 1 серия (VI)                                                         | Йордан Биков         |
| театър-майстора Атанас „Наско“ в 1 серия (VI)                          | Малин Кръстев        |